# Untamed (1940)
Untamed (bra Fúria Branca) é um filme estadunidense de 1940, do gênero drama de aventuras, dirigido por George Archainbaud e estrelado por Ray Milland e Patricia Morison, com roteiro de Frank Hazlitt Brennan e Frank Butler baseado no romance Mantrap, de Sinclair Lewis.
Esse romance, publicado em 1926, já tivera uma adaptação homônima no mesmo ano, com direção de Victor Fleming e estrelado por Clara Bow.

## Sinopse
Enquanto caçava nas selvas do Canadá, o doutor Bill Crawford é atacado por um urso. O guia Joe leva-o para casa, onde vive com sua bela esposa Alverna. Depois que Joe parte numa longa viagem, Bill e Alverna se apaixonam. Enquanto se recupera, Bill toma o lugar do médico da vila, que morrera de ataque cardíaco. Em seguida, a vila é vitimada por uma epidemia de estreptococos, o que força Bill e Alverna a enfrentar uma nevasca para conseguir o soro salvador. Joe retorna e, envenenado pelos vizinhos, sai atrás do casal para vingar-se.

## Elenco
| Ator/Atriz           | Personagem              |
| -------------------- | ----------------------- |
| Ray Milland          | Doutor William Crawford |
| Patricia Morison     | Alverna Easter          |
| Akim Tamiroff        | Joe Easter              |
| William Frawley      | Les Woodbury            |
| Jane Darwell         | Maggie Moriarty         |
| J. Farrell MacDonald | Doutor Billar           |
| Eily Malyon          | Sarah McGavity          |
| J.M. Kerrigan        | Angus McGavity          |
| Clem Bevans          | Smokey Moseby, o cego   |